# Xantener Knabe

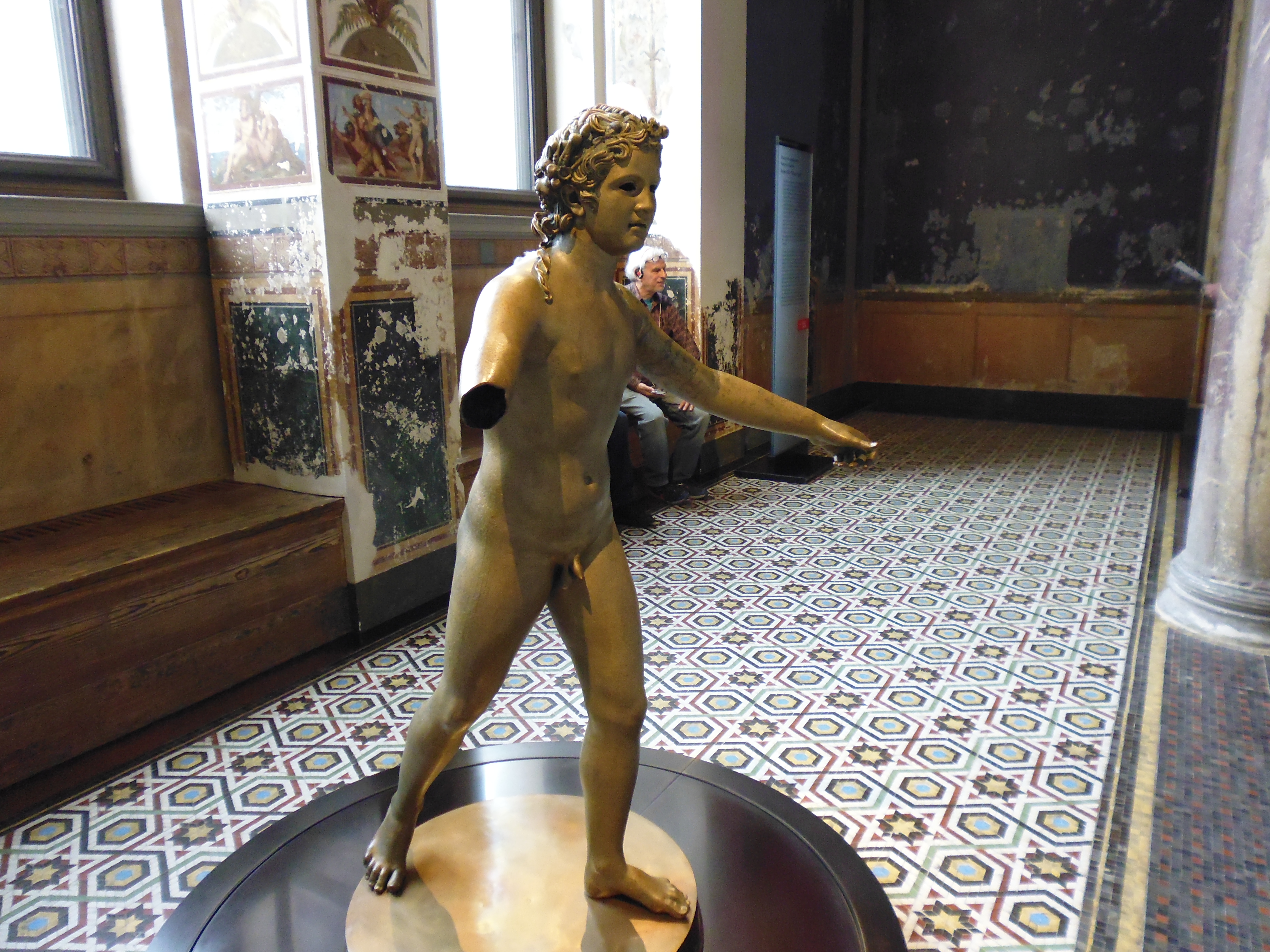
Xantener Knabe im Neuen Museum Berlin

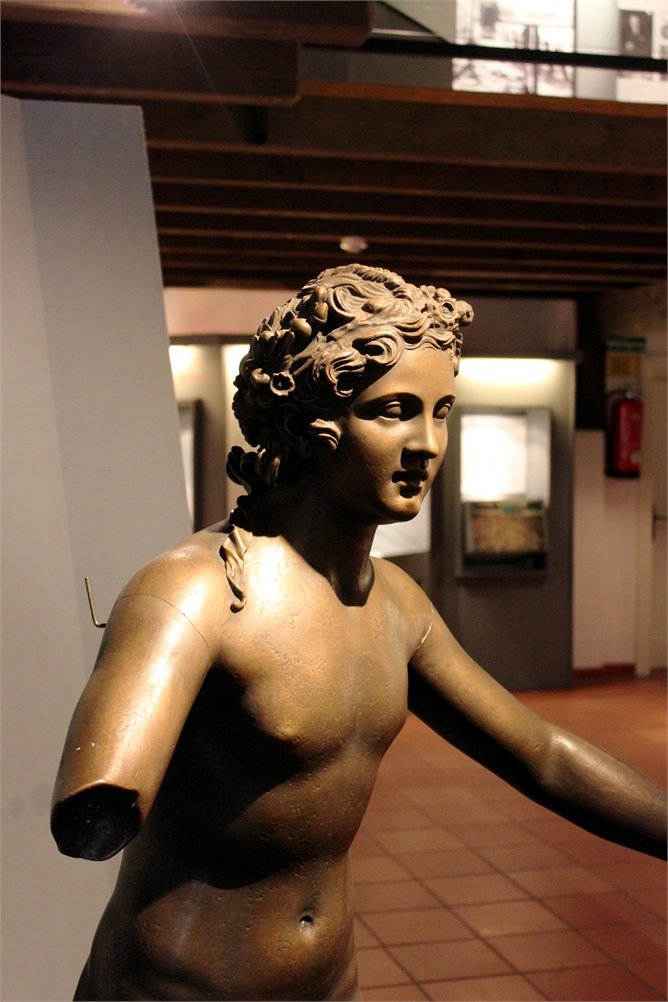
Abguss des Xantener Knabens im Deichdorfmuseum Bislich

Der Xantener Knabe (auch Lüttinger Knabe) ist eine aus dem römischen Xanten (Colonia Ulpia Traiana) stammende Bronze-Statue in der Antikensammlung in Berlin (Inventarnummer Sk 4). Dort steht er heute im Bacchussaal im Neuen Museum.
Entdeckt wurde der Xantener Knabe am 16. Februar 1858 durch sechs Fischer aus Lüttingen und Bislich im Ufergelände des Rheins auf Höhe der Ortschaft Bislich. Der 1,44 m hohen Statue fehlen die Augäpfel und der rechte Unterarm, im Übrigen ist sie jedoch weitestgehend erhalten.
Die ursprüngliche Funktion der Figur war die eines stummen Dieners, der Gästen eines Festmahls Speisen und Getränke darreicht. Das rechteckige oder ovale Tablett, das er in den Händen gehalten haben dürfte, ist jedoch nicht aufgefunden worden.
Der Wert der Statue wurde zum Zeitpunkt des Fundes auf 8.000 Taler geschätzt; acht Monate nach dem Fund wurde sie in die Berliner Antikensammlung gebracht, wo sie noch heute ausgestellt ist. Abgüsse des Xantener Knaben besitzen das Rheinische Landesmuseum in Bonn, das Deichdorfmuseum in Wesel-Bislich (dort auch Ausstellungsbereich zur Fundgeschichte) und das Römermuseum in Xanten. Ein weiterer Abguss des „Lüttinger Knaben“ wurde durch den Heimat- und Bürgerverein Lüttingen gefertigt und vor der Kirche in Lüttingen aufgestellt. Seit 1860 sind in der Berliner Gipsformerei bis heute Abgüsse der Figur erhältlich.